# Ecuaciones de Faddéyev
Las ecuaciones de Faddéyev, nombradas en honor a su inventor Liúdvig Faddéyev, son ecuaciones que describen, a la vez, todos los intercambios / interacciones posibles en un sistema de tres partículas en una formulación mecánica completamente cuántica. Se pueden resolver de forma iterativa.
En general, las ecuaciones de Faddéyev necesitan como entrada un potencial que describe la interacción entre dos partículas individuales. También es posible introducir un término en la ecuación para tener en cuenta también las fuerzas de tres cuerpos.
Las ecuaciones de Faddéyev son las formulaciones no perturbativas más utilizadas del problema de la mecánica cuántica de los tres cuerpos. A diferencia del problema de los tres cuerpos en la mecánica clásica, el problema de la cuerpo cuántica de los tres es uniformemente soluble.
En física nuclear, se ha estudiado la interacción de la capa de energía nucleón-nucleón mediante el análisis de las reacciones (n, 2n) y (p, 2p) en objetivos de deuterio, utilizando las ecuaciones de Faddéyev. La interacción nucleón-nucleón se expande (se aproxima) como una serie de potenciales separables. La interacción de Coulomb entre dos protones es un problema especial, ya que su expansión en los potenciales separables no converge, pero esto se maneja al hacer coincidir las soluciones de Faddéyev con las soluciones de Coulomb de largo alcance, en lugar de a las ondas planas.
Los potenciales separables son interacciones que no preservan la ubicación de una partícula. Los potenciales locales ordinarios se pueden expresar como sumas de potenciales separables. No se espera que la interacción física nucleón-nucleón, que implica el intercambio de mesones, sea local o separable.